# Apantesis rhodana
Apantesis rhodana là một loài bướm đêm thuộc phân họ Arctiinae, họ Erebidae.